# Agios Stefanos (Kefalos)

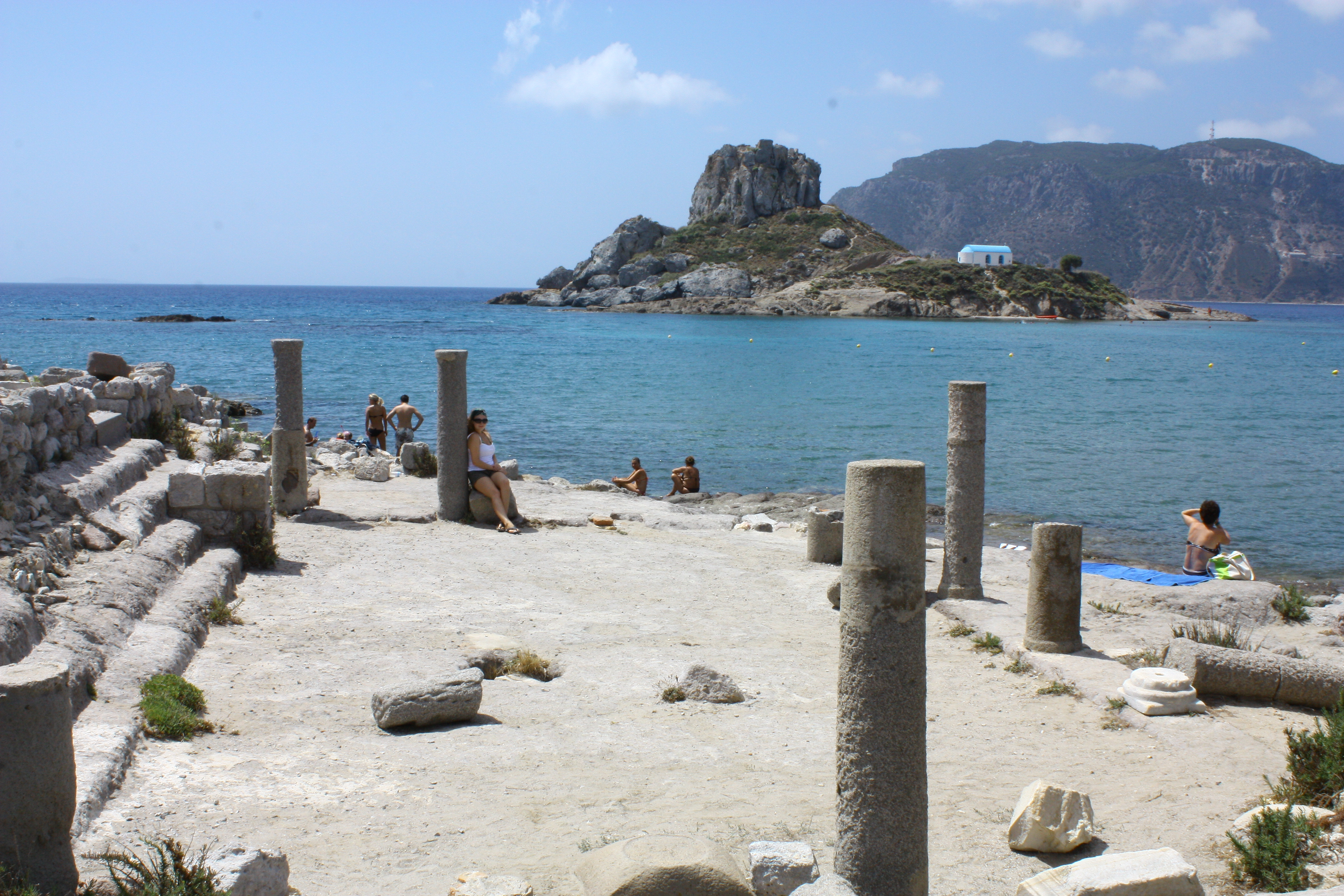
2010

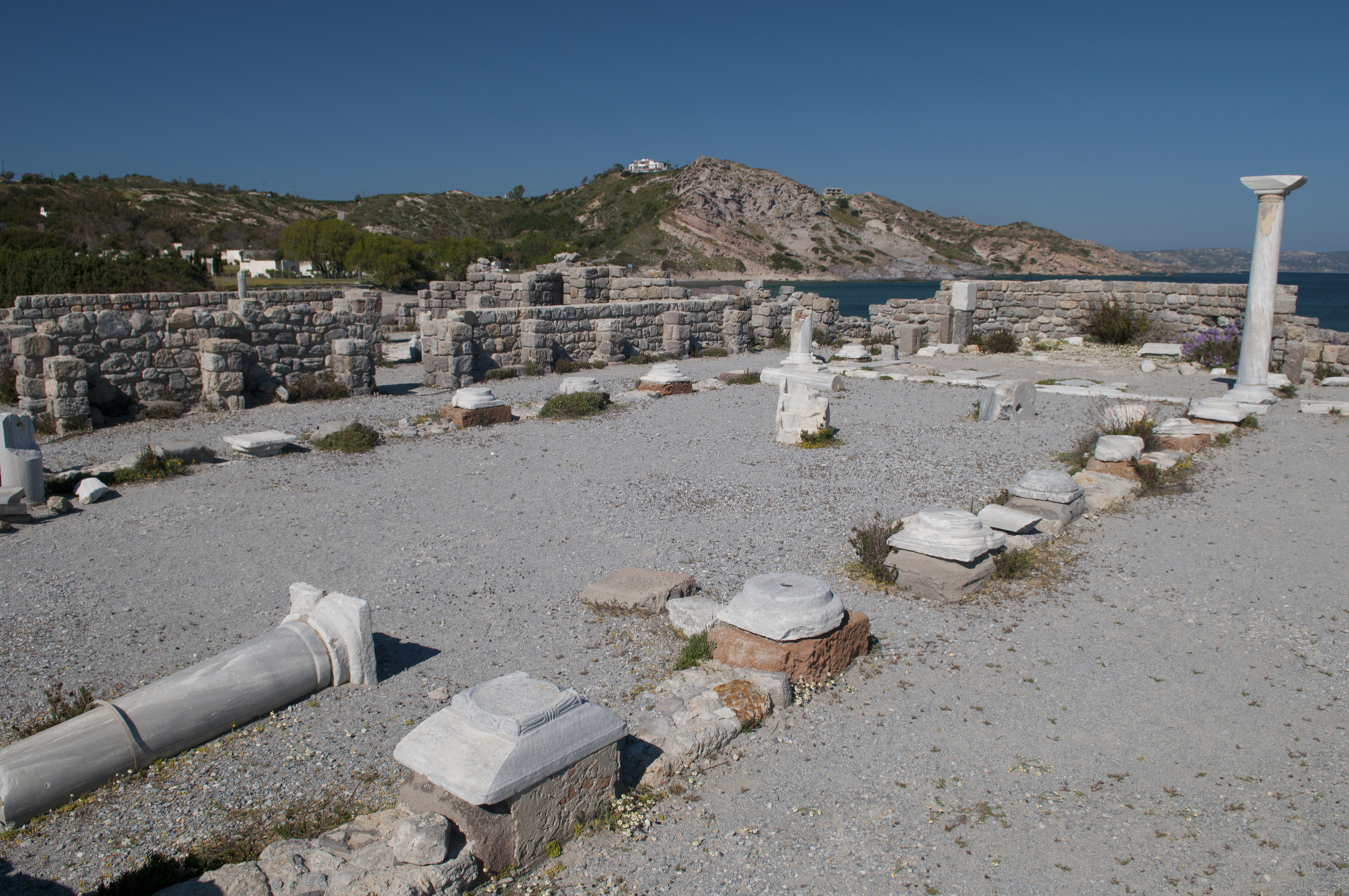
Agios Stefanos (2011)

Die Ruinen der beiden parallel gebauten frühchristlichen Kirchen Agios Stefanos (griechisch Άγιος Στέφανος Agios Stefanos, deutsch ‚hl. Stefan‘) auf der Halbinsel Kefalos beim Ort Kambos auf der griechischen Insel Kos waren früher dem heiligen Stephanus gewidmet.

## Lage
Die zerstörten Kirchen liegen auf einem Felsen im Golf von Kefalos etwa 2300 Meter Luftlinie nordöstlich des Hafens von Kamari und etwa 2800 Meter von der Stadt Kefalos entfernt. Nach Kos (Stadt) sind es rund 30 km Luftlinie. Die Kirchenbauten nehmen etwa eine Fläche von rund 1600 m² ein und liegen etwa 3 Meter über dem Meeresspiegel. Gegenüber den Ruinen von Agios Stefanos liegt die Insel Kastri mit der Kapelle Agios Nikolaos (rund 230 Meter entfernt).
Links und rechts der Ruinen liegen Badestrände (Agios Stefanos Beach) und Hotelanlagen.

## Geschichte und Gebäude
Die dreischiffigen ehemaligen Kirchengebäude (Doppelbasilika) mit einer gemeinsamen Taufkapelle aus den Jahren 496 und 554 n. Chr. waren dem heiligen Stephanus gewidmet. Sie wurden 1932 vom italienischen Archäologen Luciano Laurenzi freigelegt. Die heute noch sichtbaren Säulenreste wurden bei den Ausgrabungen wieder aufgerichtet. Die noch vorhandenen Fußbodenmosaike sind durch eine Schutzschicht überdeckt und nicht zu besichtigen.